# Simone Edera
Simone Edera (ur. 9 stycznia 1997 w Turynie) – włoski piłkarz występujący na pozycji napastnika we włoskim klubie Torino, którego jest wychowankiem. W trakcie swojej kariery grał także w takich zespołach, jak Venezia, Parma, Bologna, Reggina. Młodzieżowy reprezentant Włoch.